# 한별초등학교
한별초등학교는 대한민국 경기도 남양주시에 있는 공립 초등학교이다.

## 학교 연혁
- 2014년 1월 13일 한별초등학교 설립 인가
- 2014년 3월 1일 한별초등학교 개교 (14학급 472명)
- 2014년 3월 1일 병설유치원 개원 (3학급)
- 2014년 3월 1일 초대 이우소 교장 취임
- 2014년 3월 6일 제1회 병설유치원 입학식
- 2014년 3월 10일 18학급 (2학급 증설)
- 2015년 2월 10일 제1회 병설유치원 졸업식 (26명)
- 2015년 2월 13일 제1회 한별초등학교 졸업식 (54명)
- 2015년 3월 1일 초등 26학급, 유치원 3학급 편성
- 2015년 3월 2일 제2회 한별초등학교 입학식
- 2015년 3월 4일 제2회 병설유치원 입학식
- 2024년 3월 1일 개교 10주년